# Mel Martin
Mel Martin (Londres, marzo de 1947) es una actriz británica.

## Filmografía

### Televisión
- Special Branch (1969)
- Mystery and Imagination (1970)
- The Pallisers (1974)
- Love for Lydia (1977)
- Bergerac
- Adam Dalgliesh
- Lovejoy
- Cadfael
- When the Boat Comes In
- Inspector Morse
- Game, Set and Match (1988)
- Darlings of the Gods (1989)
- The Men's Room (1991)
- Only Fools and Horses (1993)
- Hetty Wainthropp Investigates (1997)
- Rosemary & Thyme (2004)

### Cine
- Quincy's Quest (1979)
- Business as Usual (1987)
- Cazador blanco, corazón negro (1990)
- Tom's Midnight Garden (1999)

## Vida privada
Era hija de Frank Vernon Martin, fallecido en 2005, que se dedicaba a hacer grabados en madera e impresiones de actores de Hollywood. Estuvo casada con Paul Ridley de 1980 a 1982, y luego contrajo matrimonio con el actor John Duttine, al que conoció durante el rodaje de la adaptación a la televisión de Talking to Strange Men, novela de Ruth Rendell.